# Pseudocopera superplatypes
Pseudocopera superplatypes – gatunek ważki z rodziny pióronogowatych (Platycnemididae). Stwierdzony jedynie na dwóch stanowiskach w stanach Bengal Zachodni i Nagaland w północno-wschodnich Indiach.